# Stade Alphonse Massemba-Débat
Het Stade Alphonse Massemba-Débat (stond ook bekend als Stade de la Révolution) is een multifunctioneel stadion in Brazzaville, de hoofdstad van Congo-Brazzaville. Het stadion is genoemd naar oud-president Alphonse Massamba-Débat en wordt vooral gebruikt voor voetbalwedstrijden, maar er zijn ook mogelijkheden om atletiekwedstrijden de organiseren. De voetbalclubs CARA Brazzaville en Étoile du Congo maken gebruik van dit stadion voor het spelen van hun thuiswedstrijden. In het stadion is plek voor 33.073 toeschouwers. In 1965 werd van dit stadion gebruik gemaakt voor de Afrikaanse Spelen, die van 18 tot en met 25 juli in Congo-Brazzaville werden gehouden. In 2004 waren hier de Afrikaanse kampioenschappen atletiek.